# Trichopterigia consobrinaria
Trichopterigia consobrinaria là một loài bướm đêm trong họ Geometridae.